# 巴润萨宾诺尔
巴润萨宾诺尔是位于中国内蒙古自治区呼伦贝尔市新巴尔虎右旗的一个湖泊。其位置约在东经116°53′，北纬48°47′。湖面海拔544.10米，面积达6.25平方公里。该湖为咸水湖。巴润萨宾诺尔在蒙古语中的意思是形似容器的西湖。